# Antas (Vila Nova de Famalicão)
Antas é uma localidade portuguesa do Município de Vila Nova de Famalicão que foi sede da extinta Freguesia de Antas, freguesia que tinha 4,35 km² de área e 6 925 habitantes (2011), e, por isso, uma densidade populacional de 1 592 hab/km².
A Freguesia de Antas foi extinta (agregada) em 2013, no âmbito de uma reforma administrativa nacional, tendo sido agregada à Freguesia de Abade de Vermoim para formar uma nova freguesia denominada União das Freguesias de Antas e Abade de Vermoim com sede em Antas.

## População
| População da freguesia de Antas | População da freguesia de Antas | População da freguesia de Antas | População da freguesia de Antas | População da freguesia de Antas | População da freguesia de Antas | População da freguesia de Antas | População da freguesia de Antas | População da freguesia de Antas | População da freguesia de Antas | População da freguesia de Antas | População da freguesia de Antas | População da freguesia de Antas | População da freguesia de Antas | População da freguesia de Antas |
| ------------------------------- | ------------------------------- | ------------------------------- | ------------------------------- | ------------------------------- | ------------------------------- | ------------------------------- | ------------------------------- | ------------------------------- | ------------------------------- | ------------------------------- | ------------------------------- | ------------------------------- | ------------------------------- | ------------------------------- |
| 1864                            | 1878                            | 1890                            | 1900                            | 1911                            | 1920                            | 1930                            | 1940                            | 1950                            | 1960                            | 1970                            | 1981                            | 1991                            | 2001                            | 2011                            |
| 932                             | 1 135                           | 1 189                           |                                 | 1 458                           | 1 464                           | 1 657                           | 1 820                           | 2 009                           | 2 245                           | 3 710                           | 3 986                           | 4 870                           | 5 376                           | 6 925                           |

No censo de 1900 estava anexada à freguesia de Abade de Vermoim (decreto de 15/07/1890)

## Património

### Igreja de Santiago de Antas
A Igreja de Santiago de Antas começou por ser a igreja de um mosteiro. Segundo uma pesquisa de Eduardo Santos Carneiro e Ana Paula da Quinta Castro Faria Carneiro, sabe-se que pertenceu ao antigo Mosteiro da Ordem do Templo e há documentos comprovativos de que em 1549 era propriedade dos Cónegos Regrantes de Santo Agostinho. Entretanto o mosteiro desapareceu, tendo apenas resistido a igreja que é, presentemente, igreja paroquial.
Esta igreja foi classificada como imóvel de interesse público no ano de 1958. Na opinião de vários especialistas em história da Arte, a Igreja de Santiago de Antas é um monumento construído “entre o segundo e o terceiro quartel do século XIII com tipologia arquitectónica românica de transição para o gótico" (Assis, 2005). Relativamente à data de edificação desta igreja, Carlos Alberto Ferreira de Almeida refere: "Temos (…) nesta igreja três oficinas diferentes, a primeira das quais poderá datar-se dos derradeiros anos do século XII e a última da segunda parte de Duzentos" (Almeida, 1986, p75).